# Ampelisca erythrorhabdota
Ampelisca erythrorhabdota är en kräftdjursart som beskrevs av Coyle och Highsmith 1989. Ampelisca erythrorhabdota ingår i släktet Ampelisca och familjen Ampeliscidae. Inga underarter finns listade i Catalogue of Life.